# Островок направляющий

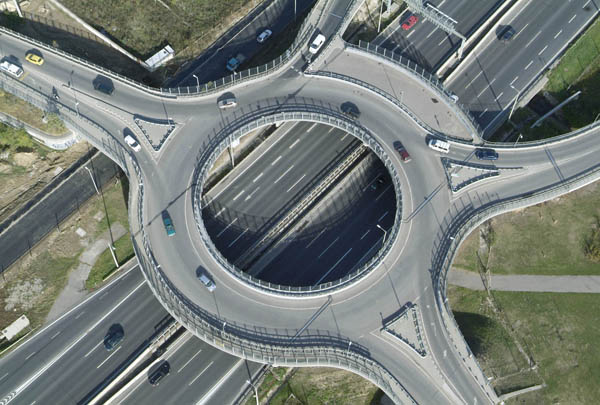
Приподнятые направляющие островки выделенные конструктивно

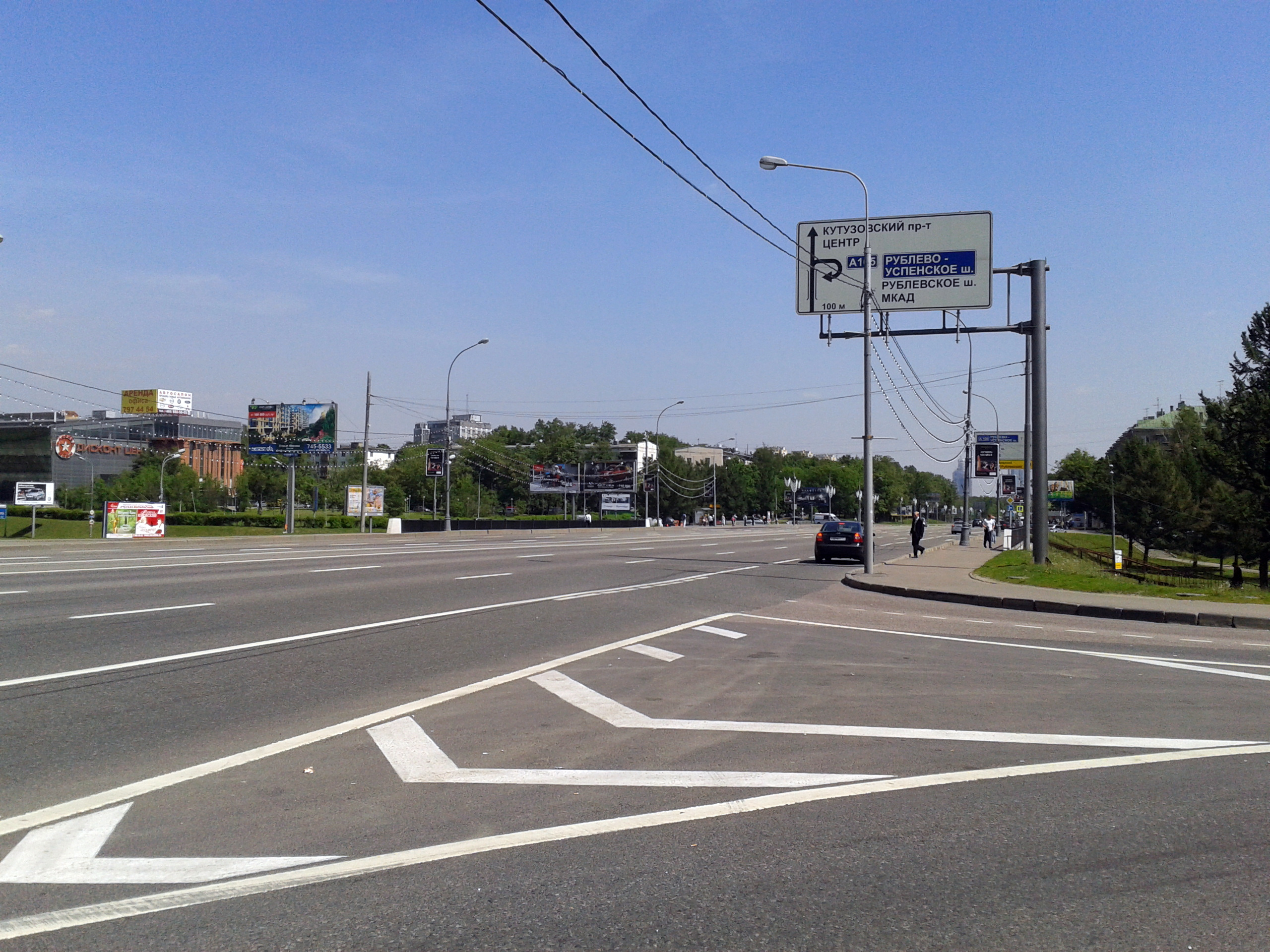
Островок направляющий выделенный соответствующей горизонтальной разметкой в одном уровне с проезжей частью

Островок направляющий — техническое средство организации дорожного движения, расположенное в одном уровне с проезжей частью, либо приподнятое над ней и обеспечивающее благоприятные условия разделения и слияния транспортных потоков.
Разделение транспортных потоков с помощью дорожных островков предназначено для облегчения безопасного и упорядоченного движения как транспортных средств, так и пешеходов, делая транспортный поток более безопасным, плавным, простым и эффективным.
Конструкция островка должна быть тщательно спланирована таким образом, чтобы его форма соответствовала естественным дорожным путям и, чтобы приподнятый островок не представлял опасности на проезжей части. Количество островков должно быть сведено к практическому минимуму, чтобы избежать путаницы. Они не должны вводиться в местах с ограниченным расстоянием видимости или в середине резких горизонтальных изгибов из-за соображений расстояния видимости.
В России направляющие островки устраивают по ГОСТ 33151  для разделения транспортных потоков и выделяют:
- конструктивно бортовым камнем по ГОСТ 32961 (приподнятыми);
- соответствующей горизонтальной разметкой в одном уровне с проезжей частью.

Направляющие островки устраивают:
- при суммарной интенсивности движения транспортных средств по пересекающимся или примыкающим дорогам не менее 1000 ед/сут, когда число поворачивающих транспортных средств составляет не менее 10% от суммарного потока;
- на примыканиях и пересечениях в одном уровне со сложной планировкой;
- на примыканиях и пересечениях в одном уровне и съездах с транспортных развязок, имеющих свободные площади;
- перед въездами на кольцевые пересечения;
- на пересечениях дорог без разделительной полосы с дорогами с разделительной полосой;
- перед островками безопасности;
- перед началом разделительных полос.

Для обозначения границ направляющего островка применяют горизонтальную разметку 1.2 (край проезжей части). На площади островка наносят соответствующую разметку семейства 1.16 (1.16.1 — 1.16.3) по ГОСТ Р 51256:
| Номер разметки | Изображение | Пояснение                                                                         | Пример нанесения разметки |
| -------------- | ----------- | --------------------------------------------------------------------------------- | ------------------------- |
| 1.16.1         |             | обозначает островки, разделяющие транспортные потоки противоположных направлений; |                           |
| 1.16.2         |             | обозначает островки, разделяющие транспортные потоки одного направления;          |                           |
| 1.16.3         |             | обозначает островки в местах слияния транспортных потоков;                        |                           |

Для отклонения транспортных потоков сплошную линию разметки границы направляющего островка устраивают с отгоном 1:10 при скорости движения не более 40 км/ч, 1:20 при скорости движения свыше 40 до 60 км/ч и 1:50 — при скорости более 60 км/ч.
Направляющие островки площадью более 10 м2 рекомендуется устраивать приподнятыми. Приподнятые направляющие островки обустраивают соответствующими дорожными знаками, обозначающими препятствие и направление объезда препятствия, а на бортовой камень наносят соответствующую вертикальную дорожную разметку.
Допускается использование направляющего островка в качестве островка безопасности.